# بیروت غربی (فیلم)
بیروت غربی (به عربی: بیروت الغربیة) (به انگلیسی: West Beirut) یک فیلم داستانی لبنانی محصول سال ۱۹۹۸ است که فیلم‌نامه‌نویس و کارگردان آن زیاد دویری بود.

## حوادث فیلم
حال و هوای فیلم در آوریل ۱۹۷۵ است که یک جنگ داخلی در لبنان درمی‌گیرد؛ شهر بیروت به دوقسمت محدوده مسلمانان درغرب و محدوده مسیحیان در شرق این شهر تقسیم می‌شود. طارق در دبیرستان به همراه دوستش عمر در حال فیلمبرداری با سوپر ۸ است. او در ابتدای صبح سر صف با خواندن سرود عربی به جای سرود ملی به زبان فرانسوی، ایجاد اخلال می‌کند و نیز از کلاس توسط معلم اخراج می‌شود. اما ناگهان صحنه کشتار عده‌ای شهروند توسط شبه نظامیان مسلح در خیابان را به چشم می‌بیند و اینچنین جنگ داخلی لبنان در فیلم آغاز می‌شود.

## بازیگران
- رامی دویری در نقش طارق
- محمد شماس در نقش عمر
- رولا الامین در نقش مای
- کارمن لبوس در نقش هلا (مادر طارق)
- ژوزف بو ناصر در نقش ریاد (پدر طارق)
- لیلیان نمری در نقش همسایه
- لیلا کرم در نقش صاحب روسپی خانه
- حسن فرهاد در نقش شبه نظامی ای که جاده را بسته بود
- محمد مبسوط در نقش نانوا
- فادی ابوخلیل در نقش شبه نظامی در نانوایی